# MU (organisme)
Pour les articles homonymes, voir Mu.
MU (pour MUsée à ciel ouvert) est un organisme de bienfaisance qui réalise des murales publiques à Montréal. De la première murale en 2007 à 2022, 200 œuvres extérieures ont été peintes sur les murs de la métropole,.

## Histoire
Leur première murale est Rencontre entre les cultures, réalisée en 2007 de Yannick Picard, assisté par Sophie Boivin et Karine Fréchette, au centre éducatif et communautaire René-Goupil au coin du boulevard Pie-IX et de la 47e Avenue dans Villeray–Saint-Michel–Parc-Extension. L'œuvre est créé pour le 30e anniversaire du centre.

## Hommage aux bâtisseurs culturels montréalais

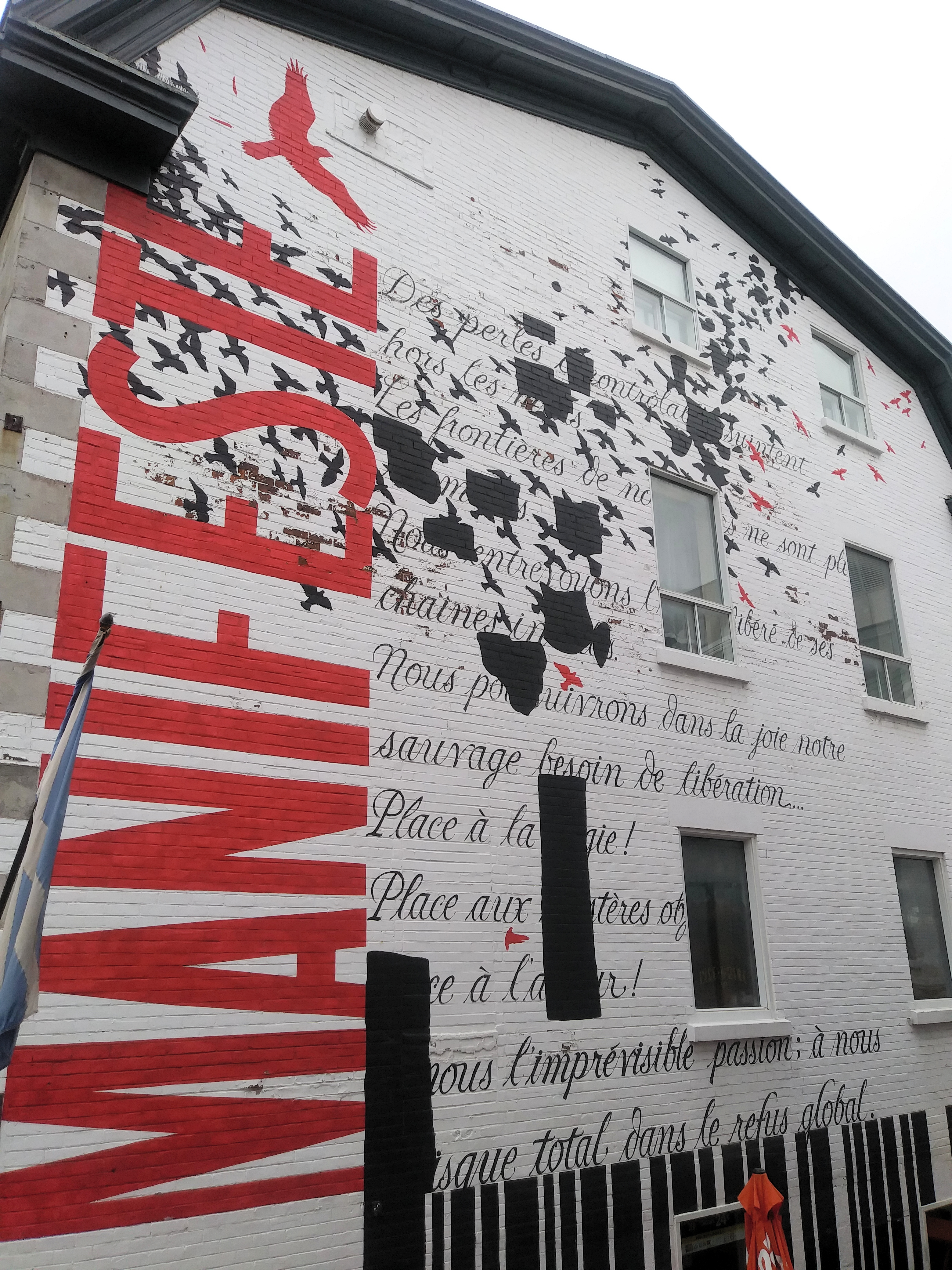
Murale nord du Manifeste à Paul-Émile Borduas sur la place Paul-Émile Borduas.

Une collection lancée par MU en 2010 rend hommage aux bâtisseurs culturels montréalais de toutes les disciplines artistiques, dont  Jean Duceppe, Marcelle Ferron, Norman McLaren, Michel Rabagliati, Yannick Nézet-Séguin et Alanis Obomsawin,.  

### Manifeste à Paul-Émile Borduas
Parmi les œuvres remarquables de cette collection, citons deux peintures murales opposées sur la place Paul-Émile Borduas, situé entre la Grande bibliothèque du Québec et la rue Saint-Denis , créé en 2010 puis 2011. Le premier est inauguré le 25 novembre 2010 à l'occasion du 50e anniversaire de la mort de Paul-Émile Borduas. Créée par le designer graphique Thomas Csano et le calligraphe Luc Saucier, il comporte un extrait du Refus global, le manifeste artistique des Automatistes,.

### L’art magnétique
Consacrée à Jean Paul Riopelle, L'art magnétique, réalisée par Marc Séguin, est inaugurée le 5 octobre 2022. L’œuvre de plus de 835 mètres carrés et 48 mètres de hauteur orne le mur du 625, rue Milton. Cet édifice se trouve dans le quartier Milton Parc, qui fait partie du Plateau-Mont-Royal où Riopelle a grandi. Dans sa murale, Séguin utilise notamment l'oiseau emblématique de Riopelle, basée sur l’amour de l’artiste pour l’île aux Grues et de son oie des neiges,,,.

### Tower of Songs
Tower of Songs, par Gene Pendon et El Mac (Miles MacGregor), représente Leonard Cohen à grande échelle au centre-ville à 1420, rue Crescent. Inaugurée à l'occasion du premier anniversaire de la mort de Cohen, la fresque murale s'étend sur plus de 1 000 mètres carrés et est basée sur une photographie de Cohen prise par sa fille, Lorca Cohen.

### Damiers 2023
Le 2 octobre 2023, ils inaugurent leur plus grande fresque murale à ce jour : Damiers 2023, un hommage à Françoise Sullivan de 108 mètres de hauteur et 1 624 mètres carrés sur la tour de l’hôtel de la Place Dupuis appartient au groupe Hyatt. Sullivan, qui travaille toujours à l'âge de 100 ans, est présent avec mairesse Valérie Plante pour l'inauguration. Les muralistes principaux du projet sont Julien Sicre et Arnaud Grégoire. Le coût de cette œuvre géante est de 300 000 $, qui n'est pas entièrement financé lors de son inauguration. Le financement provient de la ville, de l’arrondissement de Ville-Marie, et de Tourisme Montréal, notamment.

## Honneurs
En 2019, MU est lauréate du Grand Prix du Conseil des arts de Montréal.